# Lac Miwok
Pour les articles homonymes, voir Miwoks.
Le lac Miwok (en anglais : Miwok Lake) est un lac américain dans le comté de Tuolumne, en Californie. Il est situé à 2 489 mètres d'altitude au sein de la Yosemite Wilderness, dans le parc national de Yosemite.